# Luke Wilson
Luke Cunningham Wilson (Dallas, 21 de setembro de 1971) é um ator americano. É irmão dos também atores Owen Wilson e Andrew Wilson.

## Infância
Wilson nasceu em Dallas, no estado do Texas, filho de Robert Andrew Wilson e Laura Cunningham Wilson. Sua família é católica de origem irlandesa. Em Dallas, estudou na St. Mark's School of Texas e em Los Angeles, estudou na Occidental College.

## Carreira
Wilson fez seu filme de estréia ao lado do irmão Owen Wilson no filme Bottle Rocket, dirigido por Wes Anderson, baseado no curta-metragem homônimo de 1994. Depois de se mudar para Hollywood com seus dois irmãos, atuou no filme Telling Lies in America e fez uma pequena aparição no filme Scream 2, ambos lançados em 1997. Em 1998, fez dois filmes com a atriz Drew Barrymore: Best Men e Home Fries. Ainda em 1998, fez o filme Rushmore, dirigido por Wes Anderson e co-escrito por seu irmão Owen.
Em 2001, estrelou ao lado de Reese Witherspoon o filme Legally Blonde, que levou o ator ao estrelato assim como os filmes Old School e The Royal Tenenbaums. Wilson também fez um papel notável na série de comédia That '70s Show, durante 2002 e 2005.
Em 2006, Wilson estrelou Idiocracy, o primeiro filme dirigido por Mike Judge desde Office Space, lançado em 1999. Em 2007, Wilson fez um papel mais sério ao lado de Kate Beckinsale no triller Vacancy. Em 2008, estrelou o filme Henry Poole Is Here, filmado em La Mirada, Califórnia. Em 2009, estrelou o filme Tenure, filmado em uma faculdade na Pennsylvania.
Desde 2020, Wilson estrela a série Stargirl do Universo DC/The CW como o super-herói Pat Dugan/F.A.I.X.A. .

## Filmografia

### Cinema
| Ano              | Filme                                 | Papel                     | Notas          |
| ---------------- | ------------------------------------- | ------------------------- | -------------- |
| 1996             | Bottle Rocket                         | Anthony Adams             |                |
| 1997             | Bongwater                             | David                     |                |
| 1997             | Telling Lies in America               | Henry                     |                |
| 1997             | Best Men                              | Jesse Reilly              |                |
| 1997             | Scream 2                              | "Stab" Billy              |                |
| 1998             | Dog Park                              | Andy                      |                |
| 1998             | Home Fries                            | Dorian Montier            |                |
| 1998             | Rushmore                              | Dr. Peter Flynn           |                |
| 1999             | Kill the Man                          | Stanley Simon             |                |
| 1999             | Blue Streak                           | Carlson                   |                |
| 2000             | My Dog Skip                           | Dink Jenkins              |                |
| 2000             | Committed                             | Carl                      |                |
| 2000             | Bad Seed                              | Preston Talk              |                |
| 2000             | Charlie's Angels                      | Pete Komisky              |                |
| 2001             | Legally Blonde                        | Emmett Richmond           |                |
| 2001             | Soul Survivors                        | Jude                      |                |
| 2001             | The Royal Tenenbaums                  | Richie Tenenbaum          |                |
| 2002             | The Third Wheel                       | Stanley                   |                |
| 2003             | Masked and Anonymous                  | Bobby Cupid               |                |
| 2003             | Old School                            | Mitch Martin              |                |
| 2003             | Alex & Emma                           | Alex Sheldon/Adam Shipley |                |
| 2003             | Charlie's Angels: Full Throttle       | Pete                      |                |
| 2003             | Legally Blonde 2: Red, White & Blonde | Emmett Richmond           |                |
| 2004             | Around the World in 80 Days           | Orville Wright            | curta aparição |
| 2004             | Anchorman: The Legend of Ron Burgundy | Frank Vitchard            |                |
| 2005             | The Wendell Baker Story               | Wendell Baker             |                |
| 2005             | The Family Stone                      | Ben Stone                 |                |
| 2006             | Jackass Number Two                    | Ele mesmo                 | curta aparição |
| 2006             | Mini's First Time                     | John Garson               |                |
| 2006             | Hoot                                  | Officer David Delinko     |                |
| 2006             | My Super Ex-Girlfriend                | Matt Saunders             |                |
| 2006             | Idiocracy                             | Joe Bauners               |                |
| 2007             | You Kill Me                           | Tom                       |                |
| 2007             | Blades of Glory                       | Conselheiro sexual        |                |
| 2007             | Vacancy                               | David Fox                 |                |
| 2007             | 3:10 to Yuma                          | Zeke                      | curta aparição |
| 2007             | Battle for Terra                      | James Stanton             | apenas voz     |
| 2007             | Blonde Ambition                       | Ben                       |                |
| 2008             | Henry Poole Is Here                   | Henry Poole               |                |
| 2009             | Tenure                                | Charlie Thurber           |                |
| 2010             | Death at a Funeral                    | Derek                     |                |
| 2010             | Middle Men                            | Jack Harris               |                |
| 2012             | Meeting Evil                          |                           |                |
| 2013             | Straight A's                          | William                   |                |
| 2014             | The Skeleton Twins                    | Lance                     |                |
| 2014             | Ride                                  | Ian                       |                |
| 2014             | Dear Eleanor                          | Bob Potter                |                |
| 2015             | Playing It Cool                       | Samson                    |                |
| Meadowland       | Phil                                  |                           |                |
| The Ridiculous 6 | Danny                                 |                           |                |
| Concussion       | Roger Goodell                         |                           |                |
| 2016             | Outlaws and Angels                    | Josiah                    |                |
| 2016             | All We Had                            | Lee                       |                |
| 2016             | Rock Dog                              | Bodi                      | Voz            |
| 2016             | Approaching the Unknown               | Louis Skinner             |                |
| 2017             | Brad's Status                         | Jason Hatfield            |                |
| 2018             | Arizona                               | Scott                     |                |
| 2018             | Measure of a Man                      | Marty Marks               |                |
| 2018             | High Voltage                          | Rick                      |                |
| 2019             | Berlin, I Love You                    | Burke Linz                |                |
| 2019             | Guest of Honour                       | Father Greg               |                |
| 2019             | The Goldfinch                         | Larry Decker              |                |
| 2019             | Zombieland: Double Tap                | Albuquerque               |                |
| 2020             | All the Bright Places                 | James                     |                |

### Televisão
| Ano       | Filme                         | Papel                  | Notas                     |
| --------- | ----------------------------- | ---------------------- | ------------------------- |
| 1998      | The X-Files                   | Lucius Hartwell        | Episódio "Bad Blood"      |
| 2002-2005 | That '70s Show                | Casey Kelso            | 6 episódios               |
| 2004      | Entourage                     | Ele mesmo              | Episódio "Talk Show"      |
| 2004      | Saturday Night Live           | Apresentador           | Episódio "Luke Wilson/U2" |
| 2007      | Late Night with Conan O'Brien | Ele mesmo              |                           |
| 2008      | Jimmy Kimmel Live!            | Ele mesmo              |                           |
| 2011-2013 | Enlightened                   | Levi Callow            | 11 episódios              |
| 2013      | Drunk History                 | Will Keith Kellogg     | Episódio "Detroit"        |
| 2016      | Roadies                       | Bill                   | 10 episódios              |
| 2019      | Room 104                      | Remus                  | Episódio: "The Plot"      |
| 2020-2022 | Stargirl                      | Pat Dugan / F.A.I.X.A. | Papel principal           |
| 2020      | Emergency Call                | Apresentador           |                           |
| 2024      | No Good Deed                  | JD Campbell            | Elenco principal          |